# Partido Comunista de Libertação Nacional
O Partido Comunista de Libertação Nacional (PCLN) foi um partido comunista e independentista galego ativo entre 1986 e 1990. É o precursor da atual Frente Popular Galega (FPG).

## História

### Origens
O PCLN tem as suas origens no Coletivo Comunista 22 de março, formado em 25 de julho de 1986 por treze membros do Comité Central da União do Povo Galego (UPG) desconformes com a decisão do V Congresso de apoiar a participação do Bloco Nacionalista Galego (BNG) nas sessões do Parlamento da Galiza. As reticências começaram quando, depois de que a Conferência da UPG valorasse negativamente o acatamento da Constituição Espanhola, o Comité Central do partido deu por favorável a votação.

### Saída do BNG
Em 1987, no decurso da III Assembleia Nacional do BNG, o PCLN foi expulso da organização por causa do apoio dado à organização independentista basca Herri Batasuna nas eleições ao Parlamento europeu daquele ano. Deste modo, abandonaram a frente nacionalista galega os principais vultos do PCLN: Mariano Abalo, Manuel Caamaño e Xan Carballo, até a altura secretário geral da Intersindical Nacional dos Trabalhadores Galegos (INTG).

### Fundação da FPG
O PCLN inscreveu-se no registo de partidos políticos do Ministerio del Interior espanhol em 13 de fevereiro de 1988 e começou imediatamente um processo de aproximação a outras organizações da esquerda independentista galega - a mais significativa das quais era Galiza Ceive-OLN. A coligação verificou-se em 1988 com a criação da Frente Popular Galega (FPG), na que se integraram, além das organizações já referidas, as organizações minoritárias Coletivo Nacionalista de Trasancos, Coletivo Nacionalista de Vigo, o Coletivo Iskreiro, os Grupos Independentistas Galegos (GIGa) e pessoas não organizadas.  

#### Crise da FPG e cisão
Contudo, o funcionamento interno da FPG originou também alguns problemas. Em primeiro lugar, o PCLN sustinha a necessidade de que as organizações que deram lugar à FPG mantivessem a sua independência, enquanto Galiza Ceive-OLN pretendia dissolvê-las e converter a FPG numa organização unitária. A linha do PCLN predominou. Aliás, também existia uma divergência entre Galiza Ceive-OLN e o PCLN a respeito das ações de luta armada do Exército Guerrilheiro do Povo Galego Ceive (EGPGC), apoiado pela primeira, mas criticado pelo PCLN. 
Por causa dessa crise, foi convocada uma Assembleia Nacional extraordinária, na qual Galiza Ceive-OLN decidiu abandonar a FPG e constituir a Assembleia do Povo Unido (APU). 

### Dissolução do PCLN e continuação da FPG
Finalmente, no começo da década de 1990, o PCLN decidiu dissolver-se no seio da FPG, que se converteu num partido unitário.

## Âmbito sindical
O PCLN teve uma importante força no sindicalismo galego nacionalista através da Intersindical Nacional dos Trabalhadores Galegos (INTG), da qual Xan Carballo foi o seu secretário geral entre 1983 e 1987. Durante esse mandato, a posição do PCLN revelou-se inflexível quanto à expulsão da corrente denominada Convergência Sindical Nacional, formada por quadros procedentes da Central de Trabalhadores Galegos (CTG) e da Confederação Sindical Galega (CSN) e que daria lugar à Confederação Geral dos Trabalhadores Galegos (CGTG) que lhe disputaria os votos à INTG nas seguintes eleições sindicais. E, posteriormente, quando a INTG e a CGTG acordaram a sua reunificação, opus-se fortemente. Desde então, o PCLN foi perdendo força progressivamente e a atual FPG, além de continuar participando (embora minoritariamente) na atual Confederação Intersindical Galega (CIG), tem promovido a criação de uma nova força sindical: a Central Unitária de Trabalhadores (CUT). 